# Acidicapsa acidiphila
Acidicapsa acidiphila es una especie de  bacteria gramnegativa del género Acidicapsa. Fue descrita en el año 2017. Su etimología hace referencia a amante del ácido. Es aerobia y móvil. Tiene un tamaño de 0,3-0,5 μm de ancho por 1,5-2 μm de largo. Forma colonias blancas. Temperatura de crecimiento óptima entre 30-32 °C. Tiene un tiempo de duplicación de 11,3 horas. Tiene un contenido de G+C de 59,7%. Se ha aislado a 10 metros de profundidad en un lago de una mina de hierro en Cueva de la Mora, España.